# Martinaccio Acciaiuoli
Martinaccio Acciaiuoli fou un noble florentí membre de la família dels Acciaiuoli, germà d'Angelo Acciaiuoli, que fou capità de la Lliga de Certaldo el 1341.